# Galeão
Galeão és un barri localitzat a l'Illa del Governador, en el municipi del Rio de Janeiro, al Brasil. Destaca per acollir l'Aeroport Tom Jobim i diverses instal·lacions aeronàutiques. Té una superfície de 1.895,74 hectàrees, sent així el barri més gran de l'Illa del Governador. El seu índex de desenvolupament humà, l'any 2000, era de 0,778, el 102è de 126 regions analitzades en el municipi del Rio de Janeiro.
Limita amb els barris Portuguesa i Jardim Guanabara.
Part del barri és ocupat per casernes, instal·lacions militars i una gran reserva natural, romanent de la vegetació primitiva, situada en el morro del Limão, pertanyent a l'Aeronàutica. Les principals vies del barri són la carretera del Galeão (principal accés a l'Illa), la carretera de Canàries i l'avinguda Brás Crispino (alternativa per als barris al nord de l'Illa).
Al litoral, les platges de São Bento i del Belo Jardim tenen quioscs freqüentats pel públic, malgrat de contaminació de la Badia de Guanabara. En la zona nord del litoral de Galeão, queda la localitat de Tubiacanga, adaptació de tapyacanga, de tapy ("tapir") i acanga ("cap"), per tant el "cap del tapir", a causa del format de la platja i de la punta homònimes.
Predominen habitatges simples, colònies de pescadors i restaurants de peix i marisc. El seu accés és per la carretera de Tubiacanga, contornejant la capçalera de les pistes de l'Aeroport Internacional de Rio de Janeiro-Galeão.

## Història

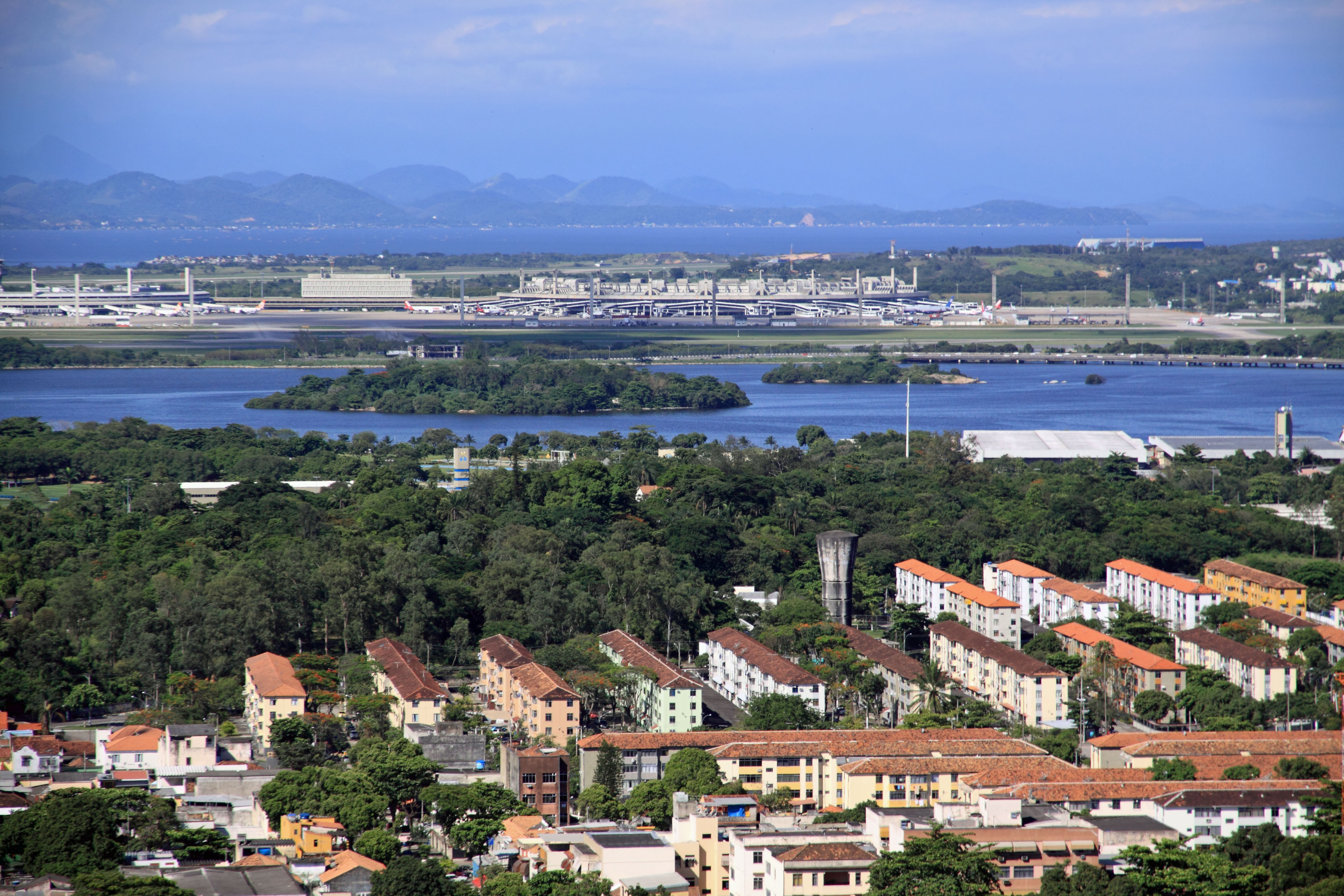
L'Aeroport Internacional de Rio de Janeiro-Galeão (al fons) vist des de l'Església de la Penha

El nom del barri és per l'anomenada Ponta do Galeão, així denominada per allí haver estat localitzada la drassana que, el segle xvii, va construir el Galió Padre Eterno, a l'època el buc més gran del món, pel governador Salvador de Sá e Benevides. La seva àrea comprenia la punta del Galeão, la platja del Galeão i diverses platges amb cales al nord de l'Illa de Governador, com les de les Flecheiras, Porto Santo, Itacolomi i de la Tubiacanga. El galió va fer el seu primer viatge travessant l'oceà Atlàntic el 1665 i, arribant a Lisboa, va impressionar els governants portuguesos per seu port i qualitat.
La Illa del Governador, anteriorment anomenada de Maracajás, del Gat o Paranapuan, va rebre aquesta denominació per haver estat terra inicialment de Salvador Correia de Sá, governador de Rio de Janeiro al voltant de 1568. El segle xviii, aquesta part occidental de l'illa va ser donada als benedictins, que van construir la pròspera hisenda de São Bento, més gran i més ben organitzada que les anteriors. El segle xix, Joan VI va escollir l'àrea com a camp de caça i cria, per decret el 1811, la "Coutada Real".
Es va edificar un palauet per a acollir la família real. El 1821, per decisió del príncep regent Pere I, la caça va ser alliberada a qualsevol persona, cosa que va fer disminuir la fauna de la regió. El 1888 es va instal·lar en l'àrea un hospital psiquiàtric. El pare de l'escriptor Lima Barreto seria un dels seus directors. Amb l'arribada de la República, va ser declarada d'utilitat pública la part occidental de l'illa, que va fins als límits de les hisendes de Sãao Bento i Santa Cruz.
El govern federal va signar un decret el 1918 donant, a la unió, els terrenys i edificis de l'hospital psiquiàtric, on posteriorment seria implantada l'escola correccional João Luis Alves, que passaria després a la gestió de la Funabem. Actualment, al costat de l'escola, existeix el Centre Municipal d'Atenció Social Integrada Stella Maris (CEMASI).
El 1920, l'aviació naval va ser instal·lada a Galeão, rebent aviadors famosos com els italians Arturo Ferrarin i Carlo del Prete (aquest, víctima fatal d'un accident). En el govern Getúlio Vargas, van ser signats diversos decrets que cedien la part occidental de l'illa a les instal·lacions de la Força Aèria Brasilera. El ministre Salgado Filho va donar noves dimensions a la Base de Galeão, projectant el pont que connectaria l'Illa a l'avinguda Brasil, inaugurada el gener de 1948, amb la col·laboració de l'alcalde Mendes de Morals. Les àrees  expropriades per a la Base Aèria i l'Aeroport, més els dipòsits de  municions, van arribar la totalitzar 14 milions de metres quadrats (sent 33 milions la superfície de l'Illa). Entre els morros confiscats per l'Estat, figuraven els dels hereus d'Augusto Salgado, Políbio dels Sants i Emanuel Cresta. Figuren, com  accidents geogràfics desapareguts, la platja de les Flecheiras, el saco de Itacolomi, els morros de Tubiacanga, Caricó i Itacolomi, modificant completament la riba occidental de l'illa del Governador. El 1952, entra en funcionament l'Aeroport del Galeão, amb nou edifici per a embarcar i desembarcar, substituint la precària instal·lació existent fins als anys 1950. El 20 de gener de 1977, va ser inaugurat l'actual terminal de passatgers número 1, que va agregar el que hi havia de més modern a l'època. Com a accés, va ser construïda l'avinguda Vinte de Janeiro, amb un viaducte sobre la carretera de Galeão, lligada al nou pont connectant l'illa a l'avinguda Brigadeiro Trompowsky. L'ampliació de les pistes en direcció nord-est i el moviment de terres en grans àrees al nord de l'Illa, va donar la forma a l'actual riba nord/occidental. El 20 de juliol de 1999, va ser inaugurat la terminal de passatgers número 2, duplicant la capacitat de l'Aeroport Internacional de Rio de Janeiro que, amb 17,88 quilòmetres quadrats de superfície, rep tots els vols internacionals i gran part dels nacionals que serveixen la ciutat. Administrat per la Infraero, va canviar el seu nom per Tom Jobim, en decret de 1999, homenatjant Antônio Carlos Jobim, compositor del "Samba de l'Avió", passant a denominar-se "Aeroport Internacional de Rio de Janeiro/Galeão – Antônio Carlos Jobim".